# Astorga (Paraná)
Astorga is een gemeente in de Braziliaanse deelstaat Paraná. De gemeente telt 25.164 inwoners (schatting 2009).